# Ligne de Mas-des-Gardies aux Mazes-le-Crès
La ligne de Mas-des-Gardies aux Mazes-le-Crès est une ancienne ligne ferroviaire française à écartement standard et à voie unique de la région Languedoc-Roussillon. Elle reliait la gare de Mas-des-Gardies à celle des Mazes-le-Crès et permettait une liaison entre Alès et Montpellier.

## Histoire
La section entre Sommières et Quissac, qui s'inscrit dans une liaison de Lunel au Vigan est concédée à la Compagnie des chemins de fer de Paris à Lyon et à la Méditerranée (PLM) par une convention entre le Ministre secrétaire d'État au département de l'agriculture du commerce et des travaux publics et la compagnie signée le 1er mai 1863. Cette convention a été approuvée par un décret impérial le 11 juin 1863.
Les sections de Mas-des-Gardies à Quissac, et de Sommières aux Mazes-le-Crès sont concédées à la Compagnie des chemins de fer de Paris à Lyon et à la Méditerranée par une convention entre le Ministre des travaux publics et la compagnie signée le 3 juillet 1875. Cette convention a été approuvée à la même date par une loi qui déclare simultanément ces deux tronçons d'utilité publique.
La ligne est finalement fermée le 16 décembre 1991.

## Voie verte
Une voie verte est aménagée de Sommières à Quissac en cours de prolongement en 2022 jusqu'à Baillargues.